# Milagros (nome)
Milagros  è un nome proprio di persona spagnolo femminile.

## Varianti
- Femminili: Milagrosa[2]

### Varianti in altre lingue
- Asturiano: Miragres[2]
- Catalano: Miracle[2], Miraculosa[2]
- Galiziano: Milagres[2]

## Origine e diffusione

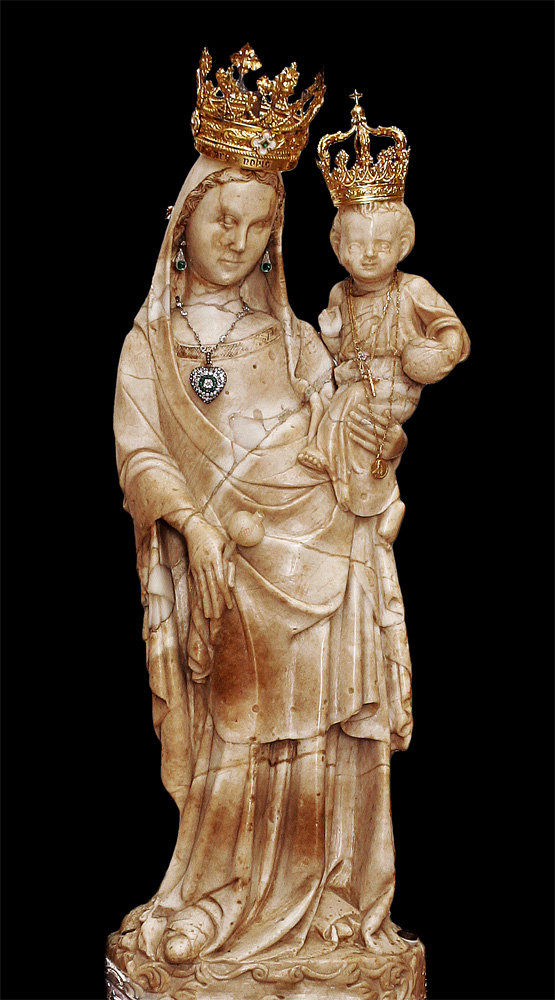
La statua della "Vergine dei Miracoli" nel monastero di La Rábida, a Palos de la Frontera

Significa letteralmente "miracoli" in spagnolo, ed è tratto da un titolo con cui la vergine Maria è venerata in Spagna, Nuestra Señora de los Milagros ("Nostra Signora dei Miracoli"); la variante Milagrosa deriva da un titolo analogo diffuso alle Canarie, mentre in basco il nome ha un equivalente in Alazne.
Si tratta quindi di uno dei numerosi nomi spagnoli dedicati alla Madonna; fra gli altri si ricordano Consuelo, Candelaria, Pilar, Rocío, Araceli, Núria, Macarena e Dolores.

## Onomastico
L'onomastico si può festeggiare il 15 agosto, ricorrenza della Vergine dei Miracoli. Il nome venne inoltre portato da una beata, Milagros Ortelles Gimeno, monaca clarissa cappuccina e martire nella guerra civile spagnola, commemorata il 20 novembre.

## Persone
- Milagros Cabral, pallavolista dominicana
- Milagros Menéndez, calciatrice argentina
- Milagros Palma, schermitrice cubana
- Milagros Sequera, tennista venezuelana

## Il nome nelle arti
- Milagros è un personaggio della telenovela Chiquititas.
- Milagros De La Torre Vargas è un personaggio della telenovela Milagros.